# Severijan Baranyk
Severijan Baranyk al secolo Stepan (in ucraino ‘‘‘Северія́н Степан Бара́ник‘’’?) (Oblast' di Leopoli, 18 luglio 1889 – Drohobyč, 26 giugno 1941) è stato un religioso ucraino, appartenente all'Ordine basiliano di San Giosafat della Chiesa greco-cattolica ucraina, vittima della persecuzione dei cristiani in URSS. Papa Giovanni Paolo II lo dichiarò martire e lo ha beatificato nel 2001.

## Biografia
Nel 1910 emette i voti e prende il nome di Severijan, Il 14 febbraio 1915 viene ordinato sacerdote e assegnato al monastero di Žovkva, noto per la sua attività missionaria ed editoriale. Nel 1932 è nominato superiore del monastero e parroco della chiesa della santissima Trinità a Drohobyč.
Il 26 giugno 1941 viene arrestato dalla NKVD e rinchiuso nel carcere della stessa città. Da allora più nessuno lo rivede vivo. Dopo il ritiro dell'Armata rossa alcune persone vedono il suo corpo, straziato dalle torture, nel territorio del carcere.

## Fonti
- (EN) Biographies of twenty five Greek-Catholic Servants of God, su vatican.va.